# مشرعة (النادرة)

تعديل مصدري - تعديل

مشرعة محلة تابعة لقرية الضيق، التابعة لعزلة حدة بمديرية النادرة إحدى مديريات محافظة إب في الجمهورية اليمنية، بلغ تعداد سكانها 44 حسب تعداد اليمن لعام 2004.